# Diócesis de Salem
La diócesis de Salem (en latín: Dioecesis Salemensis y en inglés: Roman Catholic Diocese of Salem) es una circunscripción eclesiástica de la Iglesia católica en India. Se trata de una diócesis latina, sufragánea de la arquidiócesis de Pondicherry y Cuddalore. Desde el 31 de mayo de 2021 su obispo es Arulselvam Rayappan.

## Territorio y organización
La diócesis tiene 9624 km² y extiende su jurisdicción sobre los fieles católicos de rito latino residentes en el estado de Tamil Nadu en los distritos de: Namakkal y Salem.
La sede de la diócesis se encuentra en la ciudad de Salem, en donde se halla la Catedral del Niño Jesús. 
En 2020 en la diócesis existían 60 parroquias.

## Historia
La diócesis fue erigida el 26 de mayo de 1930 con la bula Ad maius religionis del papa Pío XI, obteniendo el territorio de las diócesis de Kumbakonam y Mysore y de la arquidiócesis de Pondicherry (hoy arquidiócesis de Pondicherry y Cuddalore).
El 24 de enero de 1997 cedió una parte de su territorio para la erección de la diócesis de Dharmapuri mediante la bula Totius dominici gregis del papa Juan Pablo II.

## Estadísticas
Según el Anuario Pontificio 2021 la diócesis tenía a fines de 2020 un total de 84 269 fieles bautizados.
| Año                                                                             | Población            | Población | Población      | Sacerdotes | Sacerdotes    | Sacerdotes    | Bautizados por sacerdote | Diáconos permanentes | Religiosos | Religiosos | Parroquias |
| Año                                                                             | Bautizados católicos | Total     | % de católicos | Total      | Clero secular | Clero regular | Bautizados por sacerdote | Diáconos permanentes | Varones    | Mujeres    | Parroquias |
| ------------------------------------------------------------------------------- | -------------------- | --------- | -------------- | ---------- | ------------- | ------------- | ------------------------ | -------------------- | ---------- | ---------- | ---------- |
| 1950                                                                            | 40 094               | 2 800 000 | 1.4            | 53         | 30            | 23            | 756                      |                      | 8          | 150        | 30         |
| 1970                                                                            | 60 455               | 3 457 865 | 1.7            | 71         | 61            | 10            | 851                      |                      | 41         | 361        | 38         |
| 1980                                                                            | 77 158               | 4 843 615 | 1.6            | 93         | 78            | 15            | 829                      | 1                    | 123        | 523        | 49         |
| 1990                                                                            | 102 441              | 8 408 000 | 1.2            | 104        | 89            | 15            | 985                      | 1                    | 104        | 545        | 54         |
| 1999                                                                            | 78 164               | 4 534 840 | 1.7            | 167        | 72            | 95            | 468                      | 1                    | 209        | 391        | 38         |
| 2000                                                                            | 80 500               | 4 670 844 | 1.7            | 159        | 66            | 93            | 506                      | 1                    | 200        | 403        | 38         |
| 2001                                                                            | 81 010               | 4 870 920 | 1.7            | 84         | 66            | 18            | 964                      | 1                    | 110        | 405        | 38         |
| 2002                                                                            | 81 920               | 4 919 629 | 1.7            | 80         | 60            | 20            | 1024                     | 1                    | 117        | 408        | 39         |
| 2003                                                                            | 83 140               | 4 990 255 | 1.7            | 82         | 62            | 20            | 1013                     | 1                    | 114        | 421        | 39         |
| 2004                                                                            | 84 072               | 5 040 157 | 1.7            | 88         | 65            | 23            | 955                      | 1                    | 123        | 458        | 39         |
| 2010                                                                            | 88 576               | 5 687 860 | 1.6            | 106        | 76            | 30            | 835                      | 1                    | 118        | 501        | 49         |
| 2014                                                                            | 90 806               | 5 349 459 | 1.7            | 134        | 79            | 55            | 677                      | 1                    | 250        | 554        | 57         |
| 2017                                                                            | 84 721               | 5 513 709 | 1.5            | 126        | 73            | 53            | 672                      | 1                    | 167        | 554        | 61         |
| 2020                                                                            | 84 269               | 5 208 657 | 1.6            | 122        | 72            | 50            | 690                      | 1                    | 133        | 560        | 60         |
| Fuente: Catholic-Hierarchy, que a su vez toma los datos del Anuario Pontificio. |                      |           |                |            |               |               |                          |                      |            |            |            |

## Episcopologio
- Henri-Aimé-Anatole Prunier, M.E.P. † (26 de mayo de 1930-20 de noviembre de 1947 renunció[nota 1])
- Venmani S. Selvanather † (3 de marzo de 1949-17 de marzo de 1973 nombrado arzobispo de Pondicherry y Cuddalore)
- Michael Bosco Duraisamy † (28 de febrero de 1974-9 de junio de 1999 falleció)
- Sebastianappan Singaroyan (5 de julio de 2000-9 de marzo de 2020 renunció)[nota 2]
- Arulselvam Rayappan, desde el 31 de mayo de 2021